# Ladislav Potměšil
Ladislav Potměšil (2. září 1945 Praha – 12. července 2021 Praha) byl český herec, známý především ze svých komediálních rolí.

## Život
Vystudoval Gymnázium Karla Sladkovského v Praze.
Po maturitě nastoupil na pražskou DAMU (absolvoval v roce 1969), získal angažmá v Realistickém divadle, kde pak působil až do roku 1988. Později hrál v Divadle S. K. Neumanna v Libni a od roku 1993 byl členem souboru Divadla na Vinohradech.
Široké uplatnění našel také ve filmu a televizi, jakož i dabingu.
Poprvé byl ženatý s herečkou Jaroslavou Pokornou, s níž měl dceru Marii. Od roku 1973 byl až do své smrti ženatý s herečkou Jaroslavou Brouskovou (seznámili se v roce 1970 na konkursu filmu Dvě věci pro život), měl s ní dva syny Ladislava mladšího (* 1974) a Jana (* 1978).
Zemřel dne 12. července 2021 ve věku 75 let na rakovinu.

## Divadelní role, výběr
- 1984 Grigorij Gorin: Poslední smrt Jonathana Swifta, Obr Glum, Realistické divadlo, režie Miroslav Krobot j. h.
- 1987 Edvard Radzinskij: Lunin aneb Jakubova smrt, zaznamenaná v přítomnosti pána, Realistické divadlo Zdeňka Nejedlého, překlad: Alena Morávková, scéna a kostýmy: Otakar Schindler, dramaturgie: Vlasta Gallerová, režie: Miroslav Krobot, hráli: Jiří Adamíra, Ladislav Potměšil, Jiří Klem, Jorga Kotrbová, Ivanka Devátá, Miloš Hlavica, Ladislav Kazda, Karel Pospíšil, Jiří Mikota, Jan Vlasák nebo Zdeněk Žák, Stanislav Hájek. Československá premiéra 12. března 1987.

## Filmografie
- 1961
  - Ledové moře volá – Rudla
- 1962
  - Neklidnou hladinou – Kovanda
  - Transport z ráje – Kůzle
- 1963
  - Strach – Domovníček
  - Dařbuján a Pandrhola – Kubík
- 1964
  - …a pátý jezdec je Strach – kolportér
  - Láska nebeská – Honza
  - Místo v houfu – František
- 1965
  - Bubny – Hnilička
  - Škola hříšníků – Adamec
  - Třicet jedna ve stínu – Jirka Kurka
- 1966
  - Tempo první lásky – liftboy Jirka
- 1967
  - Dita Saxová – Fici Neugeborn
- 1968
  - Hříšní lidé města pražského – fiškus Jirka
- 1970
  - Partie krásného dragouna – Šourek
  - Velká neznámá – prodavač
- 1971
  - Lidé na křižovatce – Milošek
  - Pět mužů a jedno srdce – příslušník VB
- 1972
  - Dvě věci pro život – Václav
  - Oáza – Pépin
  - Půlnoční kolona – Vondráček
- 1977
  - Zlaté rybky – ppor. David
- 1978
  - Tajemství Ocelového města
- 1979
  - Drsná Planina – Vejvoda
  - Panelstory aneb Jak se rodí sídliště – Vondráček
- 1980
  - František Kožík: Hrad z ráje
- 1982
  - Sny o Zambezi – Béďa Kříž
  - Zelená vlna – příslušník VB
- 1983
  - Kmotři z blat
- 1984
  - Láska z pasáže – Pavlův švagr
  - Poločas štěstí – Matoušek
- 1985
  - Já nejsem já – podporučík VB
  - Mravenci nesou smrt – Vokurka
  - Podfuk – Jirous
  - Zátah – Volf
- 1986
  - Smrt krásných srnců – Korálek
- 1987
  - Discopříběh – otec Horáček
  - Dobří holubi se vracejí
- 1988
  - Kamarád do deště
  - Někdo schází u stolu
- 1989
  - Útěk s Cézarem
- 1990
  - Jen o rodinných záležitostech – STBák
- 1991
  - Discopříběh 2 – otec Horáček
  - Hledání v bílém obdélníku
  - Kosmická čarodějnice v Čeboni 1, 2
  - O těch Martinových dudách
  - Třináctery hodiny
- 1992
  - Josef Laufer – Natvrdo
  - Náhrdelník
- 1993
  - Zámek v Čechách – řidič
- 1994
  - Prima sezóna
  - Vekslák aneb Staré zlaté časy – hospodský
- 1995
  - Byl jednou jeden polda – major Maisner
- 1996
  - Ceremoniář – ministerský předseda K.
  - Hospoda – štamgast Venca Novák
- 1997
  - Byl jednou jeden polda II – Major Maisner opět zasahuje! – major Maisner
  - Rumplcimprcampr
  - Zdivočelá země – Bouček
- 1999
  - Byl jednou jeden polda III – Major Maisner a tančící drak – major Maisner
- 2001
  - Ideální manžel
- 2002
  - Brouk v hlavě
- 2004
  - In nomine patris – příslušník VB
- 2005–2008
  - Ordinace v růžové zahradě – MUDr. Aleš Čížek
- 2008
  - Nejkrásnější hádanka – Král
- 2008–2009
  - Kutyil, s. r. o. (slovenský TV seriál) – Petr Kohoutek, kněz na důchodu
- 2010
  - Cesty domů – MUDr. Petr Kosík
  - Bastardi – ředitel
- 2014
  - Svatby v Benátkách (TV seriál) - Alois Drozd
- 2015
  - Přístav (TV seriál)

## Televize
- 1973 Kukačky (TV film) – role: Pepík Trska